# Kopiejkino (rejon tawriczeski)
Kopiejkino (ros. Копейкино) – wieś (dieriewnia) w Rosji, w obwodzie omskim, w rejonie tawriczeskim. W 2010 liczyła 720 mieszkańców.